# Cinema Strange
Cinema Strange, dat ook bekendstaat als het Cinema Strange Project, is een Amerikaanse deathrockband uit Californië. Hun optredens gebruiken ook film, dans en visuele kunst.

## Biografie
Het Californische Cinema Strange Project haalde krantenkoppen de wereld rond toen ze op schaal 1/20 een model van Big Ben afwerkten gemaakt uit tandenstokers, vliegenpoten en geknipte vingernagels. Het onvoorspelbare ensemble zei "We hebben een aantal keer muziek gespeeld in Europa, we hebben films gemaakt over zombies en dansende militairen en we maakten ons laatste album als een verhalenboek. Het Big Ben model was de logische volgende stap."
De band is bekend in de Noord-Amerikaanse gothicscene om hun unieke en theatrale optredens. Soms gebruiken ze daarvoor tot een dozijn of meer acteurs en performance-artiesten. Alhoewel hun muziek toen ze begonnen in 1994 postpunk met een hoog tempo was, zijn ze sindsdien geëvolueerd in een bizarre en boeiende soort van muzikaal verhaal vertellen. Een nieuw iets dat verdergaat waar groepen zoals de Virgin Prunes gestopt zijn.
De teksten van Cinema Strange zijn opvallend literair; ze bevatten een kunstige, poëtische woordenschat en vertellen vaak een episch getint verhaal dat aan de mysterieuze gothic-traditie van de negentiende eeuw herinnert. Zo is 'Legs and Tarpaulin' uit The Astonished Eyes of Evening op het verhaal 'King Pest' van Edgar Allan Poe gebaseerd. Recurrente thema's zijn geesten, epidemieën, bevreemdende nachttaferelen, waanzin en de vergankelijkheid.
Na twee CDs die ze zelf uitbrachten en twee albums met het Duitse label Trisol hebben ze een belangrijke stempel achtergelaten op de Gothic scene van de wereld. En niemand kan raden wat ze nu gaan doen.

## Discografie
- 1994 Cinema Strange (democassette met 5 nummers)
- 1996 Acrobat Amaranth Automaton (cassette met 6 nummers)
- 1999 Falling... Caterwauling
- 2000 Cinema Strange
- 2002 The Astonished Eyes of Evening
- 2004 A Cinema Strange 10th Anniversary Novelty Product
- 2006 Quatorze Examples Authentiques du Triomphe de la Musique Décorative